# 人民統一戦線
人民統一戦線（じんみんとういつせんせん、シンハラ語: මහජන එක්සත් පෙරමුණ Mahajana Eksath Peramuna, MEP、英: People's United Front）は、スリランカの左派政党。1959年、バンダラナイケ内閣から除名されたフィリップ・グナワルダナとP・H・ウィリアム・シルヴァにより設立。
2004年4月2日に行われた選挙では、人民統一戦線も参加する政党連合統一人民自由同盟が225議席中105議席を獲得した。